# U Fleků söröző
Az U Fleků söröző, (Pivovar U Fleků) a csehországi Prágában működik több mint ötszáz éve, a város legrégebbi vendéglője. Egyben Közép-Európa egyetlen olyan sörfőzdéje is, ahol fél évezrede szinte folyamatosan készítenek sört. (Flekovský Tmavý Ležák 13°)

## Története
A sörözőről szóló első írásos emlék 1499-ből származik, amikor Vít Skřemenec, egy malátacsíráztató tulajdonosa megvette a mai Kremencova utca 11. szám alatt található épületet. A létesítményt 1762-ben megvásárolta a Flekovsky család, innen ered a söröző mai neve.
1911-ben itt alapították meg a HNK Hajduk Split horvát labdarúgócsapatot.
A második világháborút követő kommunista hatalomátvétel után a sörözőt államosították. Az 1989-es bársonyos forradalom után, 1991-ben ismét a korábbi tulajdonos Brtník család kezébe került.

## Jelene

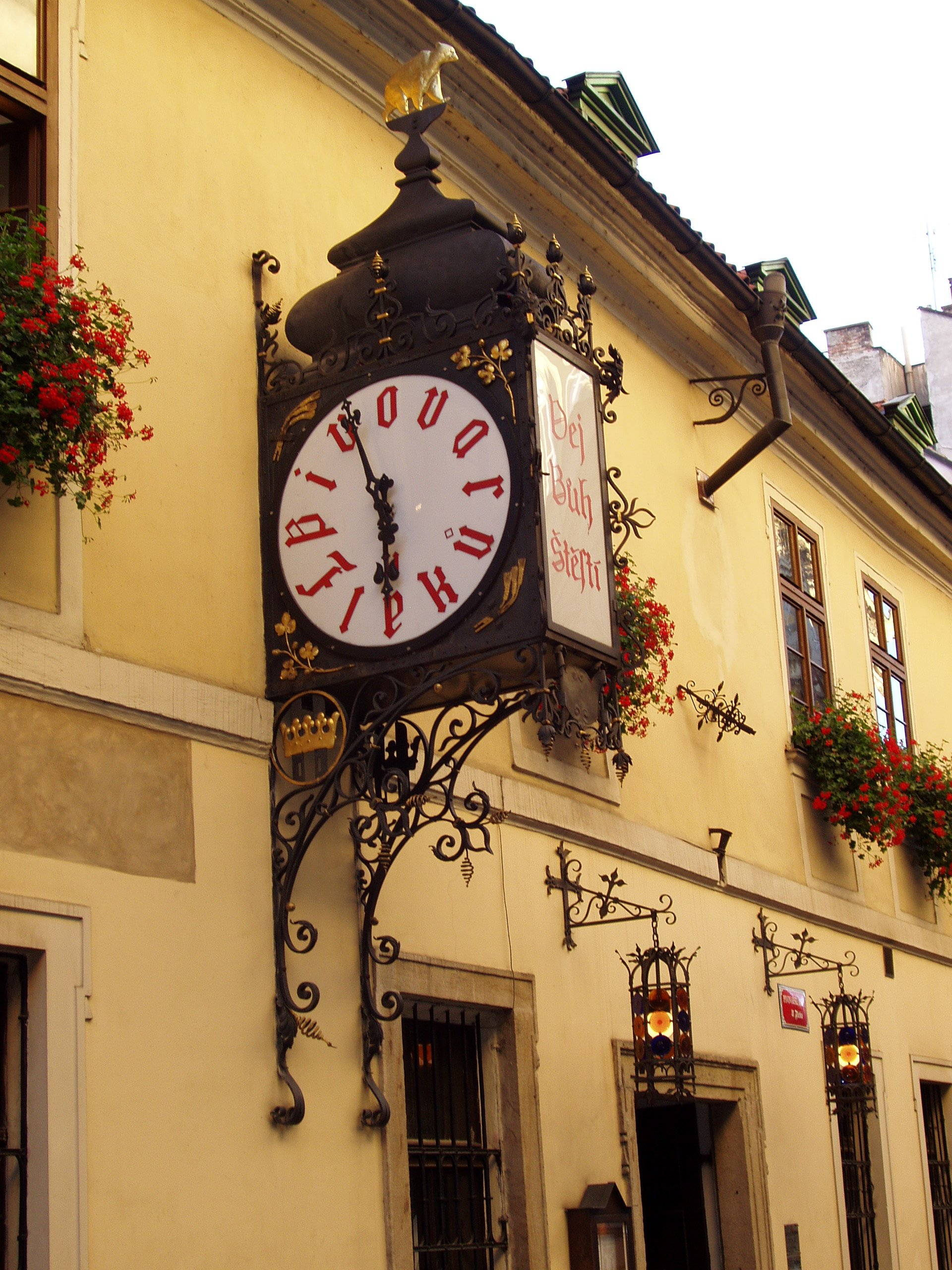

Az U Fleků nyolc teremből áll, amelyek körbeveszik a nagy, 400 embert befogadó sörkertet. A létesítményben összesen 1200 vendég fér el egy időben. Leghíresebb terme az Akadémia, amely a 19. századi cseh kultúra kiemelkedő alakjainak találkozóhelye volt. Más helyiségek: Koffer, Lovagterem, Komlóskert, Vencel-terem, Kolbász, Nagyterem és Cseh terem. Az épületben egy sörgyártással foglalkozó múzeum is működik.
A mini sörfőzde évente háromezer hektoliter 13 fokos barna sört állít elő. A sörgyártást az elmúlt ötszáz évben csak a harmincéves háború zavarta meg.
Az U Fleků egyik utcáról különbejáratú termében – hagyományosan, kisebb megszakításokkal – kabaré is működik.

## Sörfogyasztási statisztika
1998: 2 420 hl

1999: 2 450 hl

2000: 2 400 hl

2001: 2 398 hl

2002: 2 014 hl

2003: 2 120 hl

2005: 2 200 hl

2008: 2 360 hl